# I divisioona 1992
Die I divisioona 1992 war die 55. Spielzeit der zweithöchsten finnischen Fußballliga und die 20. unter dem Namen I divisioona.

## Modus
Die 12 Mannschaften spielten an insgesamt 22 Spieltagen aufgeteilt in einer Hin- und einer Rückrunde jeweils zwei Mal gegeneinander. Der Meister stieg direkt auf, der Zweitplatzierte konnte über die Play-offs ebenfalls aufsteigen. Die letzten drei Vereine stiegen in die II divisioona ab.
Ab dieser Saison gab es für einen Sieg drei Punkte.

## Teilnehmer
| Verein                 | Stadt       |
| ---------------------- | ----------- |
| FinnPa Helsinki        | Helsinki    |
| Pallo-Kerho 37         | Iisalmi     |
| Joutsenon Kullervo     | Joutseno    |
| Kemin Palloseura       | Kemi        |
| Kokkolan Palloveikot   | Kokkola     |
| Kumu Kuusankoski       | Kuusankoski |
| Lahden Reipas          | Lahti       |
| TP-55 Seinäjoki        | Seinäjoki   |
| Tampereen Pallo-Veikot | Tampere     |
| FC 1991 Oulu           | Oulu        |
| Vaasan PS              | Vaasa       |
| Vantaan Pallo-70       | Vantaa      |

## Abschlusstabelle
| Pl. | Verein                     | Sp. | S  | U | N  | Tore    | Diff. | Punkte |
| --- | -------------------------- | --- | -- | - | -- | ------- | ----- | ------ |
| 1.  | Tampereen Pallo-Veikot (N) | 22  | 13 | 6 | 3  | 061:230 | +38   | 45     |
| 2.  | FinnPa Helsinki            | 22  | 12 | 6 | 4  | 045:190 | +26   | 42     |
| 3.  | Joutsenon Kullervo         | 22  | 12 | 6 | 4  | 035:180 | +17   | 42     |
| 4.  | Kemin Palloseura           | 22  | 12 | 4 | 6  | 044:270 | +17   | 40     |
| 5.  | Vaasan PS (N)              | 22  | 11 | 6 | 5  | 047:320 | +15   | 39     |
| 6.  | Kokkolan Palloveikot       | 22  | 11 | 2 | 9  | 042:310 | +11   | 35     |
| 7.  | Pallo-Kerho 37             | 22  | 9  | 6 | 7  | 038:260 | +12   | 33     |
| 8.  | TP-55 Seinäjoki            | 22  | 8  | 4 | 10 | 034:390 | −5    | 28     |
| 9.  | Kumu Kuusankoski           | 22  | 8  | 2 | 12 | 038:520 | −14   | 26     |
| 10. | Vantaan Pallo-70 (N)       | 22  | 7  | 2 | 13 | 035:520 | −17   | 23     |
| 11. | FC 1991 Oulu               | 22  | 3  | 3 | 16 | 021:630 | −42   | 12     |
| 12. | Lahden Reipas (A)          | 22  | 2  | 1 | 19 | 022:800 | −58   | 07     |

Platzierungskriterien: 1. Punkte – 2. Tordifferenz – 3. geschossene Tore

| (A) | Absteiger aus der Veikkausliiga 1991 |
| (N) | Aufsteiger                           |

### Spiel um Platz 2
Die beiden punktgleichen Teams ermittelten den Teilnehmer für die Play-offs.
|                 | Ergebnis |                    |
| --------------- | -------- | ------------------ |
| FinnPa Helsinki | 3:1      | Joutsenon Kullervo |

## Play-offs
Der Elfte der Veikkausliiga spielte gegen den Zweiten der I divisioona um einen Startplatz für die Veikkausliiga 1992.
|         | Gesamt |                 | Hinspiel | Rückspiel |
| ------- | ------ | --------------- | -------- | --------- |
| FC Oulu | 0:1    | FinnPa Helsinki | 0:0      | 0:1       |